# Francisco de Gouveia
Francisco Fortunato de Gouveia (ur. 11 czerwca 1951 w Kapsztadzie) – południowoafrykański duchowny katolicki, biskup Oudtshoorn w latach 2010–2018.

## Życiorys

### Prezbiterat
Święcenia kapłańskie przyjął 11 stycznia 1976 i został inkardynowany do archidiecezji Kapsztadu. Pracował głównie jako duszpasterz parafialny, a w latach 1992-1997 pełnił funkcję rektora seminarium.

### Episkopat
28 maja 2010 papież Benedykt XVI mianował go biskupem diecezji Oudtshoorn. Sakry biskupiej udzielił mu 17 lipca 2010 metropolita Kapsztadu - arcybiskup Stephen Brislin.
2 lipca 2018 papież przyjął jego rezygnację z pełnionego urzędu.